# Чёрные кассики
Чёрные кассики (лат. Cacicus) — род птиц семейства трупиаловых. В гнёздах чёрных кассиков паразитируют их близкие родственники, большие воловьи птицы, которые подкидывают им свои яйца для насиживания.

## Описание
Как и большинство птиц семейства трупиаловых, чёрные кассики имеют сильный конический и острый клюв и крупные поперечные щитки на передней стороне цевки. Оперение блестяще чёрное с жёлтыми перьями на крыльях, спине и хвосте. Крылья сильные и заострённые, с 9 первостепенными маховыми. Ноги сильные. Хвост имеет необычную для воробьинообразных форму шалашика. Половой диморфизм выражен как в окраске оперения, так и в размерах — самки мельче самцов.

## Распространение
Чёрные кассики, как и все трупиаловые, обитают в основном в Северной и Южной Америках. Населяют разнообразные места. Распространены в лесах, но так же селятся в саваннах и в болотно-луговых местах. Так же селятся в городах и посёлках.

## Список видов
Выделяют 11 видов:
- Cacicus solitarius Vieillot, 1816 — Траурный чёрный кассик
- Cacicus chrysopterus (Vigors, 1825) — Золотокрылый чёрный кассик
- Cacicus koepckeae Lowery & O’Neill, 1965 — Сельвовый чёрный кассик
- Cacicus sclateri (Dubois, 1887) — Эквадорский чёрный кассик
- Cacicus cela (Linnaeus, 1758) — Желтопоясничный чёрный кассик
- Cacicus microrhynchus (Sclater, & Salvin, 1865)
- Cacicus uropygialis Lafresnaye, 1843 — Краснопоясничный чёрный кассик
- Cacicus chrysonotus d'Orbigny & Lafresnaye, 1838
- Cacicus latirostris Swainson, 1838
- Cacicus oseryi Deville, 1849
- Cacicus haemorrhous (Linnaeus, 1766) — Красноспинный чёрный кассик

## Размножение
Чёрные кассики, как правило, полигамы. Забота о потомстве у них лежит на самке. Гнёзда самые разнообразные.

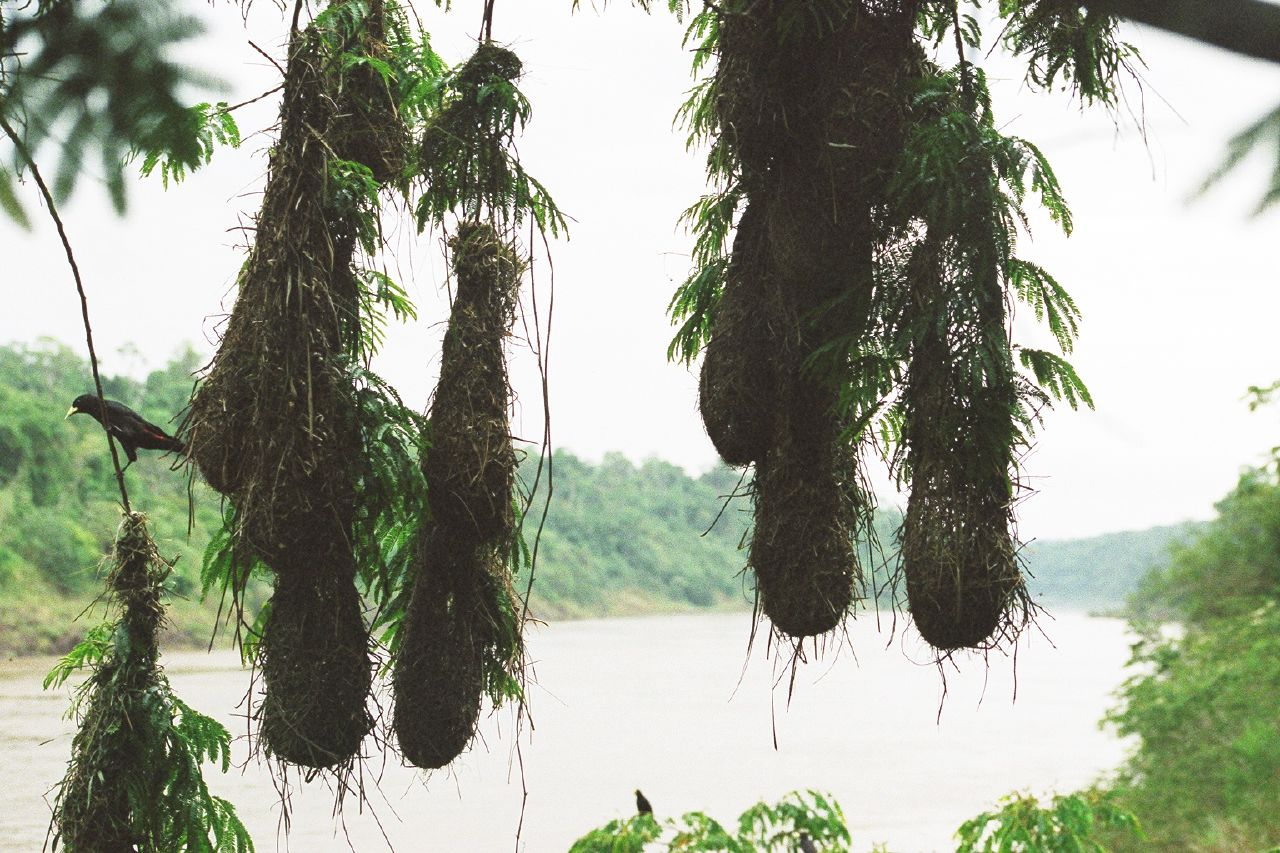

 Некоторые виды замечательны своим гнездованием. Они строят 1—2-метровые длинные мешкообразные гнёзда из травы, обвешивая ими все дерево. У тропических видов 2—3 яйца в кладке, у видов, обитающих в умеренных широтах — 4—6. Насиживание длится от 11 до 14 дней. Птенцы находятся в гнезде недолго, обычно 9 дней, но у некоторых крупных видов этот период доходит и до 37 дней. Гнёзда чёрных кассиков использует гнездовой паразит большая воловья птица, откладывая туда свои яйца. Птенцы большой воловьей птицы вылупляются быстрее «хозяйских детей» и начинают склёвывать разных насекомых гнезда, в том числе личинок овода Philornis, которые опасны для «родных» птенцов, так как у них более тонкие пух и кожа, чем у более сильного птенца-подкидыша.